# 李晩熙 (政治家)

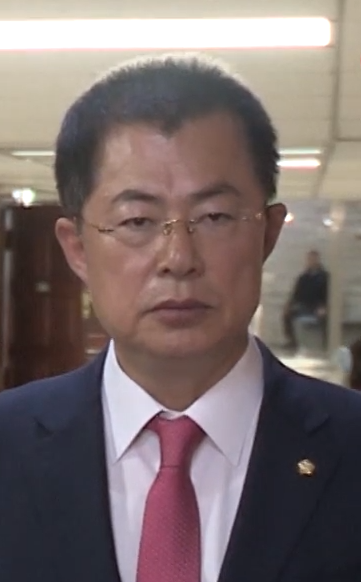
2019年

李 晩熙（イ・マニ、朝鮮語: 이만희、1963年12月11日 - ）は、大韓民国の警察官僚、政治家。第28代京畿地方警察庁（現・京畿南部地方警察庁）長、第20・21・22代韓国国会議員。

## 経歴
慶尚北道永川で警察官の息子として生まれた。大邱高等学校、警察大学法学科、高麗大学校政策大学院行政学科修了。永川警察署長、ソウル城東警察署長、警察庁暴力係長・強力係長、慶尚北道警察庁防犯課長、慶尚北道警察庁長、警察庁ニューヨーク駐在官、青瓦台治安秘書官、第28代京畿地方警察庁長（2013年4月2日 - 2013年12月9日）、第20代国会農林畜産食品海洋水産委員会幹事・国会運営委員会委員・加湿器殺菌剤被害事件真相究明国政調査特別委員会委員・崔順実国政壟断疑惑事件真相究明国政調査特別委員会委員・未来雇用特別委員会委員 、未来統合党院内スポークスパーソン・院内副代表・人権委員長、人事革新処訴請審査委員会常任委員などを務めた。